# Савінов Михайло Семенович
Михайло Семенович Савінов (рос. Михаил Семёнович Савинов; липень 1900, Калянінське — червень 1979) — російський радянський партійний і господарський діяч, депутат Верховної Ради СРСР 1-го скликання (Рада Союзу).

## Біографія
Народився в липні 1900 року в селі Калянінському Зарайського повіту Рязанської губернії в селянській родині. У 1919–1920 роках служив в Червоній армії червоноармійцем стрілецької бригади в Москві, потім на Південно-Західному фронті. У 1920–1921 роках — помічник начальника польового складу 2-ї окремої Московської стрілецької бригади на Південно-Західному фронті. Член РКП(б) з 1920 року.
У 1921–1923 роках — слухач Сергієв-Посадської військової електрошколи. У 1923–1926 роках заступник завідувача, потім завідувач агітпропу повітового комітету РКП(б). У 1926–1928 роках — заступник завідувача підвідділу агітації Московського губернського комітету ВКП(б). У 1928–1929 роках секретар партосередку вагоноремонтного заводу в селі Перовому Московського повіту Московської губернії. У 1929–1930 роках — відповідальний інструктор Московського обласного комітету ВКП(б). У 1930–1932 роках — завідувач оргінструкторським відділом окружкому ВКП(б) в місті Калузі, секретар райкому ВКП(б) там же. У 1932–1933 роках — заступник завідувача агітмасовим відділом Московського обласного комітету ВКП(б). У 1933–1935 роках — начальник політвідділу машино-тракторної станції у селищі Птань Куркінського району Московської області. У 1935–1937 роках — перший секретар Ухтомського, потім Шатурського райкомів ВКП(б) Московської області. З липня по листопад 1937 року — другий секретар Західного обкому ВКП(б), з листопада 1937 по лютий 1939 року — перший секретар Смоленського обкому ВКП(б). У 1939–1941 роках — слухач Всесоюзної промислової академії. У 1941–1945 роках — інженер, заступник начальника, начальник будівництва Юрюзаньської ГЕС в селі Юрюзань Катавського району Челябінської області. У 1945–1946 роках — керуючий справами Наркомату електростанцій СРСР. У 1946–1953 роках — начальник Госпуправління Міністерства електростанцій СРСР. У 1953–1954 роках начальник Госпуправління Міністерства електростанцій і електропромисловості СРСР. У 1954–1959 роках — начальник Госпуправління Міністерства електростанцій СРСР. У 1959–1962 роках — заступник директора інституту «Теплоелектропроект».
З 1962 року на пенсії. Помер у червні 1979 року.